# Choanocyte

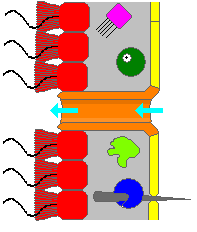
Choanocyte
Pinacocyte
Lophocyte
Ovocyte
Archéocyte / amibocyte
Sclérocyte
Porocyte
Mésohyle
Spicule
Flux d'eau

Les choanocytes sont des cellules endodermiques caractéristiques des éponges.

## Description anatomique
De structure fine, cette cellule est dotée d'une collerette encerclant un fouet (ou un flagelle). La cellule est capable de phagocyter les particules de l'eau attrapées dans la collerette, dont elle se sert comme nutriment. 

## Rôle et fonction
Le flagelle a pour fonction d'agiter l'eau prisonnière de la collerette et de la faire repartir pour un renouvellement permanent. En outre elle est pourvue d'un noyau et de vacuoles digestives. Très proche, en structure, des unicellulaires appelés  choanoflagellés, le choanocyte est un caractère dérivé propre qui détermine en partie le clade des spongiaires.